# Зграда Парламента Аустрије
Зграда аустријског парламента (колоквијално das Parlament) у Бечу је место где два дома Аустријског Парламента одржавају своја заседања. Зграда се налази на булевару Рингштрасе у Првом бечком округу, у близини палате Хофбург и Палате правде. Саграђена је 1883. године за смештај две коморе Царског савета, дводомног законодавног тела Цислајтанског (аустријског) дела Аустроугарске империје. Од своје изградње, зграда Парламента је била седиште ова два дома и њихових наследника — Националног већа и Савезног већа — данашњег аустријског законодавног тела.
Камен темељац за зграду Парламента положен је 1874. године. Зграда је завршена 1883. године. Архитекта Теофил Ханзен је дизајнирао зграду холистички, са циљем да сваки елемент буде у хармонији са свим осталима. Стога је био одговоран и за унутрашњу декорацију, као што су скулптуре, слике, намештај, лустери и бројни други елементи. Ханзена је цар Франц Јозеф почастио титулом Фрајхер (барон) након завршетка пројекта. Након великих оштећења и разарања у Другом светском рату, већина унутрашњости је враћена у првобитни сјај.
Зграда Парламента се простире на преко 13.500 квадратних метара, што је чини једном од највећих грађевина у Рингштрасе. Садржи преко сто просторија, од којих су најважније коморе Националног већа, Савезног већа и бившег Дома посланика. Зграда такође укључује просторије скупштинских одбора, библиотеке, предворја, трпезарије, барове и фискултурне сале. Једно од најпознатијих обележја зграде је фонтана Палас Атина испред главног улаза, коју је од 1898. до 1902. године изградио Карл Кундман по плановима Ханзена.
Зграда Парламента је место важних државних церемонија, пре свега полагања заклетве председника Аустрије и државног говора на Дан државности Аустрије сваког 26. октобра. Зграда је уско повезана са два парламентарна тела, што показује употреба термина Хоес Хаус (  - у дословном преводу: висока кућа) као метонима за „парламент“. Парламентарне канцеларије се преливају у оближње зграде, као што је Палата Епштајн.

## Историја
Уставом познатим као Фебруарски патент, објављеним 1861. године, створен је Царски савет као законодавно тело Аустријског царства. Тада је морала да се изгради нова зграда за смештај овог уставног органа. Првобитни план био је да се изграде две одвојене зграде, једна за Дом лордова и једна за Дом посланика. Међутим, након Аустроугарског компромиса којим је фактички створена двојна монархија 1867. године, Краљевина Угарска је добила своје засебно законодавно тело, поново је успостављен Угарски сабор, а првобитни план за две зградеу Бечу је одбачен.
Претеча садашње зграде био је привремени Представнички дом, који се налазио у Верингер штрасе, улици поред тада новог булевара Рингштрасе. Зграда је подигнута у року од шест недеља у марту и априлу 1861. према плановима Фердинанда Фелнера, познатог аустријског позоришног архитекте. У свом распореду са рампом и простором за предворје, Дом посланика је био модел за каснију зграду Парламента. Ову привремену грађевину, завршену 25. априла 1861. године, отворио је аустријски цар Франц Јозеф. Користили су је посланици Цислајтаније до завршетка данашње зграде Парламента 1883. године, док се Дом лордова састајао у Дому Доње Аустрије, тада седишту скупштине Ландтага Доње Аустрије.

### Пројекат изградње
Локација за нову зграду била је на древним градским утврђењима и зидинама. У свом чувеном декрету То је моја жеља из 1857. године, цар Франц Јозеф је поставио планове да Рингштрасе замени старе градске зидине. Зграда Парламента је требало да буде истакнута на булевару, у непосредној близини палате Хофбург и Бечке градске већнице.
Именована је Царска комисија за разматрање пројекта за зграду Парламента. Под утицајем индустријалца и политичара Николауса Думбе, Комисија је одлучила да њен стил буде класичан, уз аргумент да је класична грчка архитектура прикладна за Парламент због повезаности са старим Грцима и идеала демократије. Након што је проучила приспеле предлоге, Царска комисија је одабрала план Теофила Ханзена, који се ослањао на Зепион у Атини. Године 1869. Хабзбуршко Министарство унутрашњих послова дало је фон Ханзену налог за пројектовање нове зграде аустријског Парламента.
Земља је пробијена јуна 1874; на камену темељцу урезан је датум „2. септембар 1874“. Истовремено, започели су и радови на оближњим Музеју историје уметности и Природњачком музеју на тргу Марије Терезије, Градској већници и Универзитету. У новембру 1883. године довршене су и стављене у употребу просторије Представничког дома. 4. децембра 1883. Представнички дом је одржао своју прву седницу под вођством Франца Смолка. Дана 16. децембра 1884. Дом лордова, под вођством грофа Траутмансдорфа, одржао је своју прву седницу. Обе коморе ће наставити да се састају у згради све до краја Аустроугарске 1918. године.
Званични назив зграде био је Зграда Царског већа а улица иза зграде, Рајхс-рат-штрасе, још увек подсећа на овај некадашњи назив зграде аустријског Парламента. Реч "парламент" је, међутим, била у употреби и од самог почетка.

### Историја изградње зграде Царског већа
Зграда је проживљавала судбину аустријске монархије која се протезала од Далмације до Буковине, пошто је Представнички дом био изузетно разноврстан са тензијама међу либералима и конзервативцима, немачким националистима, младим чешким посланицима, као и између владе и парламента. Постало је озлоглашено по филибастерима, скупштинским тучама и недисциплинованим посланицима који су једни на друге бацали мастило. Шала на бечким улицама била је да је "Атина [скулптура пред улазом] била толико згрожена политичким сукобима да је намерно окренула леђа згради". Ипак, зграда је била први облик парламентарног система за многе људе средње Европе. Неки од бивших посланика наставили су политичку каријеру након распада Царства и постали важни политичари у својим матичним земљама.
Зграда Царског савета је наставила да функционише све до 1918. године, када су зграду заузели демонстранти током распада Аустроугарске империје. Од 21. октобра 1918. преостали посланици који говоре немачки сазивали су се у „Привремену националну скупштину“, прво у Палати Доње Аустрије, а од 12. новембра у згради парламента када су председници скупштине испред зграде званично прогласили Републику Немачку-Аустрију. Након избора за уставну Скупштину Аустрије 1919. године и успостављања Прве аустријске републике, сама зграда је преименована у Парламент, са новим републичким Националним већем и Савезним већем који су заменили су Царски дом посланика и Дом лордова.
Парламент је престао са радом 4. марта 1933. када је канцелар Енгелберт Долфус искористио свађу око парламентарног закона као први корак ка увођењу своје аустрофашистичке диктатуре. Наметнутим „Мајским уставом“ из 1934. године зграда парламента постала је седиште Бундестага, формалног законодавног тела Савезне државе Аустрије. Коначно је Парламент изгубио своју демократску функцију са Аншлусом од нацистичке Немачке 1938. године. Нацисти су га користили као административно седиште бечког Рајхстага. Током Другог светског рата половина зграде претрпела је тешка оштећења од америчког бомбардовања и Бечке офанзиве. Неки делови зграде су били потпуно уништени, попут Дома лордова и Дворане стубова.
Нови канцелар Карл Ренер је 27. априла 1945. године у старој дворани Дома посланика прогласио поновно рођење независне Аустрије, коју су подржавале совјетске трупе. Макс Фелерер и Еуген Верле су архитекти који су редизајнирали и адаптирали бивши Дом лордова у Национално веће, а у том процесу сала за састанке Националног већа је поново изграђена у модерном и функционалном стилу. Рад на овом пројекту је завршен 1956. године. Првобитни изглед других просторија, као што је Дворана стубова, и спољашњи изглед зграде су у великој мери обновљени према оригиналном фон Ханзеновом плану.

## Спољашњи изглед
Дизајн Барона фон Ханзена за зграду Царског већа користио је нео-грчки стил, који је био популаран током класичног препорода 19. века. Ханзен је у то време радио у Атини и регрутовао га је грчко-аустријски магнат Николаус Думба, који је био у одбору за изградњу нове зграде Парламента.
Ханзен је био инспирисан дизајном хале Зепион у Атини. Првобитни планови предвиђали су одвојене зграде за Представнички дом и Дом лордова, али је из практичних и финансијских разлога касније одлучено да се обе коморе сместе у једну зграду. Фон Ханзенов распоред одражавао је структуру Царског већа (Рајхсрат), као што је било предвиђено фебруарским патентом из 1861. године, који је поставио уставну структуру царства. Две одаје биле су повезане великом хипостилном салом, која је била централна структура. Дворана је требала да буде место састанка између обичних људи и лордова, и да тиме одражава структуру тадашњег аустријског друштва.
Забат се није мењао од времена монархије и украшен је симболима и алегоријама 17 покрајина (Кронлендер) старе Аустроугарске. Рампа је висока око четири метра. Стубови су у коринтском стилу. На оба краја крова су квадриге. Зграда је некада била окружена малим травњацима, који су у међувремену претворени у паркинг. Зграда има четири спрата.
Првобитни план архитекте био је да цео екстеријер буде полихроман, као у старој Грчкој. За ту сврху направио је изложбени детаљ на јужној страни зграде, са позлаћеним капителима и црвеним и позлаћеним фризовима. План није до краја спроведен због буџетских ограничења.

### Кров зграде
Насупрот скулптурама кротитеља коња наспрам Рингштрасе, осам квадрига од бронзе украшавају оба краја крова. Квадрига је симбол победе, коју покреће богиња победе Ника. Дизајн поткровља обе коморе је богат симболиком, са 76 мермерних статуа и 66 рељефа који чине декоративни ансамбл. Постоје 44 алегоријске статуе које представљају људске квалитете и разне људске делатности, док 32 статуе представљају познате личности из антике. Рељефи су такође алегоријски и одговарају областима јавног живота на које су познате личности утицале. Царске територије, важни градови и реке приказани су у 50 мањих рељефа. Кров је највећим делом сачуван у старогрчком облику, украшен капителима старогрчког стила и палметама од бакарног лима.

### Материјал
Царева лична жеља је била да се за изградњу зграда на Рингштрасе употреби аустријски мермер. У ту сврху довезен је мермер из села Лаза (данашњи Јужни Тирол) који је обилато коришћен на Царској палати Хофбург. За архитекту Барона фон Ханзена, овај бели и чврсти камен био је савршен, пошто су грађевински блокови за фасаду и скулптуре могли да изгледају попут оних у старој Грчкој. Током деценија са повећаним загађењем ваздуха, мермер из Лазе се показао изузетно отпорним, јачим од мермера из Караре.

### Бронзане скулптуре
Четири бронзане скулптуре кротитеља коња налазе се на два доња краја рампе. Они су снажан симбол сузбијања страсти, важан предуслов успешне парламентарне сарадње. Дизајнирао их је и извајао Ј. Лакс у државној ливници 1897. и 1900. године. Остала дела од бронзе су две квадриге на врху крова, од којих свака представљају кола која вуку четири коња и којом управља богиња Ника. Бронзани радови су морали бити подвргнути опсежним конзерваторско-рестаураторским радовима 1990-их, због оштећења од киселих киша и загађења ваздуха. Даља оксидација је кородирала бронзу током деценија и појела рупе у скулптурама. У ту сврху свака скулптура је у потпуности затворена у посебну структуру како би се заштитила од спољашњих утицаја док је била подвргнута рестаурацији.

### Фонтана Палате Атина
Фонтану Атина испред зграде Парламента подигли су између 1893. и 1902. године Карл Кундман, Јозеф Таутенхајн и Хуго Хердтл, према плановима барона фон Ханзена. У средини је базен за воду и богато украшена основа. Четири фигуре које леже у подножју Атине алегоријски су прикази четири најважније реке Аустро-Угарске. На предњем делу представљају Дунав и Ин, а позади реке Лабу и Влтаву.
Са стране су мали купидони који јашу делфине. Статуе Дунава, Ина и Купидона извајао је Хердтл, а Лабе и Молдауа је извајао Кундман. Женске статуе изнад представљају законодавну и извршну власт државе извајао је Таутенхајн. Њима свима доминира богиња мудрости Атина, која стоји на стубу. Атина је обучена у оклоп са позлаћеним шлемом, њена лева рука носи копље, десна носи Нику.

### Зелене површине
Парламент је окружен зеленилом. На северној страни Ратхаусплаца (трг Градске већнице) налази се парк, на јужној мали травњак поред Јустиц паласта (Палате правде). Ту се налазе и споменици оснивачима Прве републике као и др Карлу Ренеру.

## Унутрашњост зграде

### Улаз
Средња осовина од истока ка западу подељена је на улазни хол, предворје, атријум, перистил и две велике просторије на другом крају. За унутрашњу декорацију барон фон Ханзен користио је грчке архитектонске елементе као што су дорски, јонски и коринтски стубови, а у две просторије је користио штукатурску технику за зидове у помпејском стилу.
Главни улаз на портику је верна копија капије Ерехтејона на атинском Акропољу, опремљена бронзаним порталом. Са главног улаза на Рингштрасе се улази у предворје зграде, у коме се налазе јонски стубови. Зидови су украшени Павонацо мермером. У нишама се налазе статуе грчких богова. Гледано са улаза почевши са леве стране то су Аполон, Атина, Зевс, Хера и Хефест, а са десне стране Хермес, Деметра, Посејдон, Артемида и Арес.
Изнад ниша са боговима је фриз дужине од преко 100 м, рад бечког уметника Алојза Ханса Шрама, који се протеже дуж ходника и наставља у атријум. То је алегоријски приказ благослова мира, врлина и патриотизма.
Изнад улаза који води у Велику дворану стубова налази се фриз са алегоријским приказом "Аустрије на њеном трону". Представљајући мото „Добра и крв за своју земљу“, ратници се заклињу у своју лојалност, а жене доносе дарове.

### Дворана стубова
Иза улазног атријума налазе се Велика дворана стубова и перистил. Хала је дуга око 40 м и широка 23 м. 24 коринтска стуба су направљена од Аднет мермера и сви су монолити, тешки око 16 тона сваки. Стубови носе главну таваницу са светларником у средини и касетиране бочне таванице. Под је од полираног мермера који се ослања на бетонски труп. Простор испод је пројектован као хипокауст за подно грејање и систем за циркулацију ваздуха.
На попречној оси на крају Дворане стубова налазе се одаја бившег Представничког дома (лево) и одаја бившег Дома лордова (десно). Фон Ханзенова идеја је била да Хала стубова буде главни централни део зграде. Дизајнирана је да служи као место састанка између Дома лордова и Представничког дома. Ханзен је такође желео да салу користи монарх за седнице Парламента или за свечани говор, слично британској традицији. Међутим, такве церемоније никада нису одржане у згради, пошто је цар Франц Јозеф имао лични презир према скупштинским протоколима. Уместо тога, у палати Хофбург држани су говори са престола пред парламентарцима.
Архитекта фон Ханзен је посебну пажњу посветио дизајну и изградњи Дворане стубова. Мермерни под је углачан у компликованом процесу. Капители стубова су позлаћени 23-каратним (96%) златом. Око зида је пролазио фриз који је био дугачак 126 м и висок 2,3 м. Дизајнирао га је и насликао Едуард Лебједзки. Монументално дело је трајало деценијама за припрему и пројектовање, а четири године, од 1907. до 1911, за сликање. На фризу су на златној позадини приказане алегорије које приказују дужности Парламента.
Сала је тешко оштећена бомбардовањем од стране америчке авијације током Другог светског рата. 7. фебруара 1945. сала је претрпела директне поготке бомби из америчких авиона. Најмање два стуба и светларник су потпуно уништени. Позлаћене касетиране бочне таванице испод којих је фриз пролазио по зидовима су скоро потпуно уништене. Неколико сачуваних делова фриза је уклоњено и похрањено. Тек деведесетих година 20. века сачувани делови су рестаурирани.
Због свог репрезентативног карактера, Дворану стубова данас користе председник Националног већа и Савезно веће за свечане функције и традиционалне скупштинске пријеме.
У задњем делу Дворане стубова налази се салон за пријем, председника Националног већа. Соба је опремљена помпејским зидним украсима од штукатуре и великим стакленим кровним прозором. На зиду су окачени портрети свих председника Националног већа од 1945. године.
Даље иза салона за пријеме је некадашња сала за пријеме за обе коморе Царског савета. Данас се користи за састанке одбора и саслушања о финансијским, државним буџетима и питањима ревизијских судова од стране Националног већа, тако да му је данашњи назив Буџетска дворана. Сала је богато украшена мермером, штукатуром и богатим касетираним плафоном у ренесансном стилу. У плафону су уметнути грбови 17 територија представљених у Царском савету.

### Бивша комора Представничког дома
Дом бившег Представничког дома, данас користи Савезна скупштина, кад год се састаје за посебне прилике као што су Дан државности или церемонија инаугурације новоизабраног савезног председника Аустрије. Комора је изграђена у полукругу пречника 34 м и дубине 22,5 м.
Првобитно је имала 364 седишта. Увођењем различитих изборних реформи број седишта је повећан на 425 места 1896. а увођењем општег права гласа мушкараца 1907. године на 516 места.
Сала има галерије за седење на два нивоа. Прва галерија има у средини сепаре за шефа државе. Десна страна галерије је за дипломатски кор, а лева за кабинет и чланове породице шефа државе. На оба краја су седишта за новинаре. Галерија на другом нивоу, која је благо увучена од оне на првом нивоу, намењена је широј јавности.
Комора је архитектонски заснована на античком грчком театрону. Зид иза президијума је дизајниран као античка скена са мермерним стубовима који носе забат.
Група фигура у забату направљена је од мермера из Лаза и приказује алегоријска доба дана. Стубови и пиластри зида израђени су од мермера из Унтерсберга, стилобата од тамног мермера, украса на вратима од црвеног салцбуршког мермера. Зидни простор између стубова је направљен од сиве скаљоле, са нишама између украшених скулптура од карарског мермера. Статуе приказују историјске личности као што су Нума Помпилије, Синсинат, Квинт Фабије Максим, Катон Старији, Гај Грах, Цицерон, Манлије Торкват, Август, Сенека Млађи и Константин Велики. Горње фризе је насликао Аугуст Ајзенменгер и приказују историју настанка грађанског живота. Почевши с лева на десно, приказује се:
1. Битка Кентаура и Лапита
2. Минос суди по сопственом нахођењу
3. Полагање заклетве представника Спарте
4. Брут осуђује своје синове
5. Мененије Агрипа смирује стање
6. Софокле у борби са Ахилосом
7. Сократ на атинском тргу
8. Периклеово уређење велелепних грађевина Напомена: глава Перикла заправо има црте барона Теофила фон Ханзена!
9. Херодот у Олимпији
10. Платон предаје право
11. Демостен се обраћа народу
12. Децијус Мус се предаје смрти
13. Кајус Грахус се обраћа са говорнице
14. Солон води Атињане да се заклињу на законе
15. Мир

## Историјске личности у згради Парламента
Комора Представничког дома била је значајна за историју Аустроугарске. Многи политичари су започели каријеру као посланици, попут Карла Ренера, каснијег канцелара и председника Аустрије, и Леополда Куншака, каснијег конзервативног лидера. Остали посланици изван централне Аустрије играли су важну улогу у својим матичним земљама после Првог и Другог светског рата.
Аустријски Царски савет (Рајхсрат) је служио и као регрутна школа за централну и југоисточну "демократију и социјализам".
Важни политичари који су започели каријеру и стекли прво демократско искуство касније су играли значајну улогу у својим матичним земљама након распада Аустроугарске. Између осталих:

### У Аустрији
- Карл Ренер, некадашњи представник Моравске, потом савезни канцелар и председник Аустрије
- Леополд Куншак, некадашњи посланик Доње Аустрије, потом аустријски конзервативни лидер

### У Чехословачкој
- Томаш Масарик, некадашњи делегат из Чешке, потом први председник Чехословачке
- Карел Крамар, некадашњи делегат из Бохемије, потом први премијер Чехословачке
- Властимил Тусар, некадашњи делегат из Бохемије, потом премијер Чехословачке и
- Бохумир Шмерал, некадашњи делегат из Бохемије, потом чехословачки комунистички вођа,

### У Пољској
- Игнац Дажински, некадашњи делегат из Галиције, потом маршал Сејма Друге Пољске Републике,
- Винценти Витос, некадашњи делегат из Галиције, потом премијер Пољске,

### У Италији
- Алциде Де Гаспери, некадашњи делегат Тирола, потом премијер Италије,

### У Југославији
- Антон Корошец, некадашњи делегат из Штајерске, потом председник Владе Југославије

### У Украјини
- Јевхен Петрушевић, некадашњи делегат из Галиције, потом председник Западноукрајинске Народне Републике
- Кост Левицки, некадашњи делегат из Галиције, потом председник владе Западноукрајинске Народне Републике

## Сала Националног већа
Од 1920. године бившу салу за састанке Дома лордова данашње Национално веће користи као пленарну салу. Дом лордова (Херенхаус) је некада имао своју салу где данас заседа Национално веће. Сала је дизајнирана у класичном стилу, са распоредом седења у облику потковице окренутом ка председништву. Сала Народног већа је уништена 1945. током бомбардовања из ваздуха и потпуно је обновљена у модерном стилу. Нова комора је завршена 1956. године и представља типичан пример архитектуре 1950-их. Осим челичног грба, одаја је без украса. Тепих је мента-зелене боје, у то време сматран неутралним јер није био боје ниједне политичке партије. За зелено је такође речено да има умирујући ефекат, нешто што је очигледно утицало на одлуку, с обзиром на бурне дебате које је зграда морала да издржи пре и између два светска рата. Иза говорника је клупа владе, која је, међутим, потпуно заузета само током важних догађаја као што су саопштења владе или саопштења о државном буџету.

## Сала Савезног већа
Поред сале бившег Дома лордова налази се садашња сала Савезног већа Аустрије. Салу су Лордови користили као предсобље и неформалну салу за састанке. Након распада Аустроугарске и новог републиканског Устава из 1920. године, некадашња сала Лордова постала је сала Савезног већа.
Распоред седишта садашње сале Савезног већа је сличан као у друге две велике скупштинске сале. Члан Савезног већа седи у полукругу лицем окренутим према председништву. Испред председништва је клупа чланова кабинета владе. Намештај је комплетно реновиран 1999. године. 1970. изнад президијума постављен је грб Аустрије, као и грбови девет аустријских држава.

## Култура и туризам
Спољашњост аустријског Парламента - посебно статуа и фонтана Атине - једна је од најпосећенијих туристичких атракција у Бечу. Организација Уједињених нација за образовање, науку и културу (УНЕСЦО) класификује центар града Беча, укључујући Рингштрасе, а тиме и зграду Парламента, као део светске баштине.
Центар за посетиоце отворен је у октобру 2005. Посетиоци сада могу да уђу у зграду са предње стране у нивоу улице.